# PLL-09
PLL-09 — китайская 122-мм самоходная гаубица, разработанная и производимая китайской компанией Norinco. САУ создана с использованием шасси ZBL-09.
PLL-09 предназначена для огневой поддержки мотострелковых подразделений. PLL-09 может идти в основной линии с танками. PLZ-09 создана на базе новейшей восьмиколёсной ББМ ZBL-09. САУ вооружена 122-мм орудием от гаубицы Тип 96, которая представляет собой китайскую версию советской буксируемой гаубицы Д-30. PLL-09 может оснащаться полуавтоматическим автоматом заряжания. PLL-09 совместима с российскими 122-мм боеприпасами. Максимальная дальность стрельбы составляет 18 км стандартными боеприпасами и 27 км с улучшенными.
PLL-09 оснащён компьютеризированной системой управления огнём с цифровым баллистическим вычислителем. Шасси имеет сварной стальной корпус. Передняя полусфера выдерживает обстрел 12,7-мм бронебойными патронами. Защита по окружности от 7,62-мм пуль. Машина защищена автоматической системой пожаротушения.
PLL-09 оборудован немецким дизельным двигателем BF6M1015C с турбонаддувом, 440 л.с., разработки фирмы Deutz. Производится в Китае по лицензии. Двигатель расположен спереди. Машина оснащена системой регулирования давления в шинах для улучшения мобильности над труднодоступной местности. PLL-09 амфибийного типа: для движения по воде со скоростью до 8 км/ч используются два водяных двигателя.

## Операторы
Китай: 600 единиц в сухопутных войсках, по состоянию на начало 2023 года (не были упомянуты для корпуса морской пехоты ВМС НОАК, что противоречит китайскому телевидению).